# Guermond II. (Bethsan)
Guermond II. (auch Gremont de Bessan; um 1220) war Herr von Bethsan im Königreich Jerusalem.
Er war der älteste Sohn des Adam III., Herr von Bethsan, aus dem französischen Adelsgeschlecht Béthune aus dessen Ehe mit Helvis von Milly. Beim Tod seines Vaters, vor dem 24. November 1179, erbte er dessen Herrschaft Bethsan. 1183 wurde Bethsan von den muslimischen Ayyubiden unter Sultan Saladin erobert. In der Folgezeit gelang es den Kreuzfahrern nicht, die Herrschaft zurückzuerobern.
In erster Ehe war er mit Julienne, Tochter des Rainald von Soissons, Marschall von Zypern, verheiratet. Mit ihr hatte er zwei Söhne:
- Balduin von Bethsan, Titularherr von Bethsan
- Theobald von Bethsan († 1289)

Nach dem Tod seiner ersten Gattin heiratete er in zweiter Ehe Agnes Embriaco, Tochter des Wilhelm II., Herr von Gibelet. Mit ihr hatte er eine Tochter:
- Helvis ⚭ Roland de Lucca